# Karataş (Denizli)
Karataş (türkisch für schwarzer Stein) ist ein Dorf im Landkreis Denizli der gleichnamigen türkischen Provinz. Karataş liegt etwa 21 km südöstlich der Provinzhauptstadt Denizli. Karataş hatte laut der letzten Volkszählung 311 Einwohner (Stand Ende Dezember 2010).